# 仁美镇
仁美镇，是中华人民共和国四川省眉山市丹棱县下辖的一个乡镇级行政单位。2019年12月，撤销双桥镇，将原双桥镇金藏村、五龙村、石牛村、桂香村、团林村、刘坡村、隆兴村、中山村所属行政区域划归仁美镇管辖。

## 行政区划
仁美镇下辖以下地区：
正安村、小桥村、雄义村、严沟村、罗沟村、高河村、光明村和中心村。